# Elvi

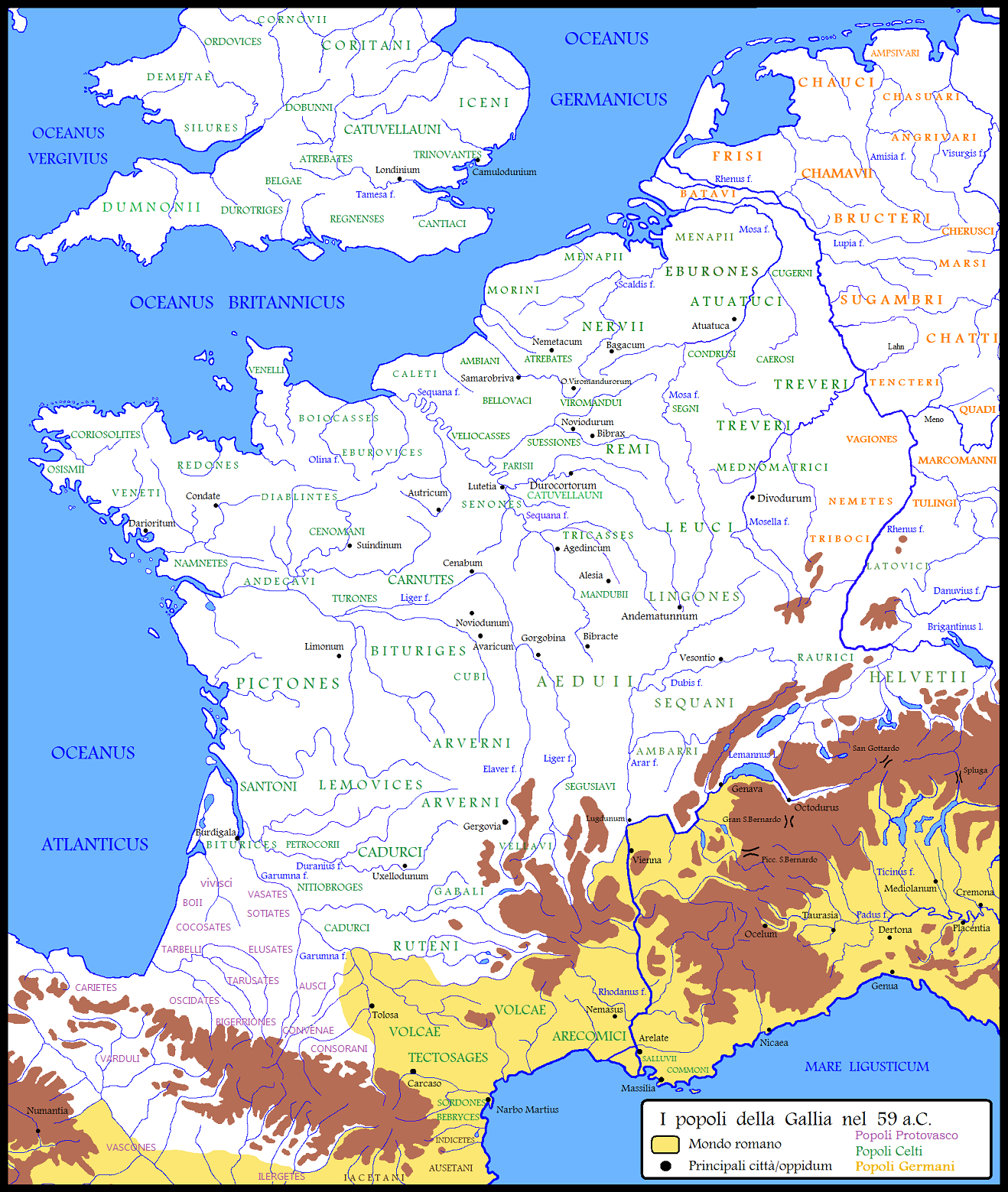
Popoli della Gallia prima della conquista romana (59 a.C.)

Gli Elvi furono un popolo gallico stanziato nel sud del Vivarese (l'attuale dipartimento dell'Ardèche). 
Secondo Giulio Cesare confinavano con i Gabali (clienti degli Arverni), contro cui si opposero nel 52 a.C., alleati di Cesare nella sua campagna gallica. 
La loro prima capitale potrebbe essere stata l'oppidum di Jastres (Lussas). In epoca romana la capitale fu Alba, dove scavi archeologici recenti hanno portato alla luce molti ambienti e una zona dedicata al culto (Alba, Bagnols).